# Johannes Gabriel Granö

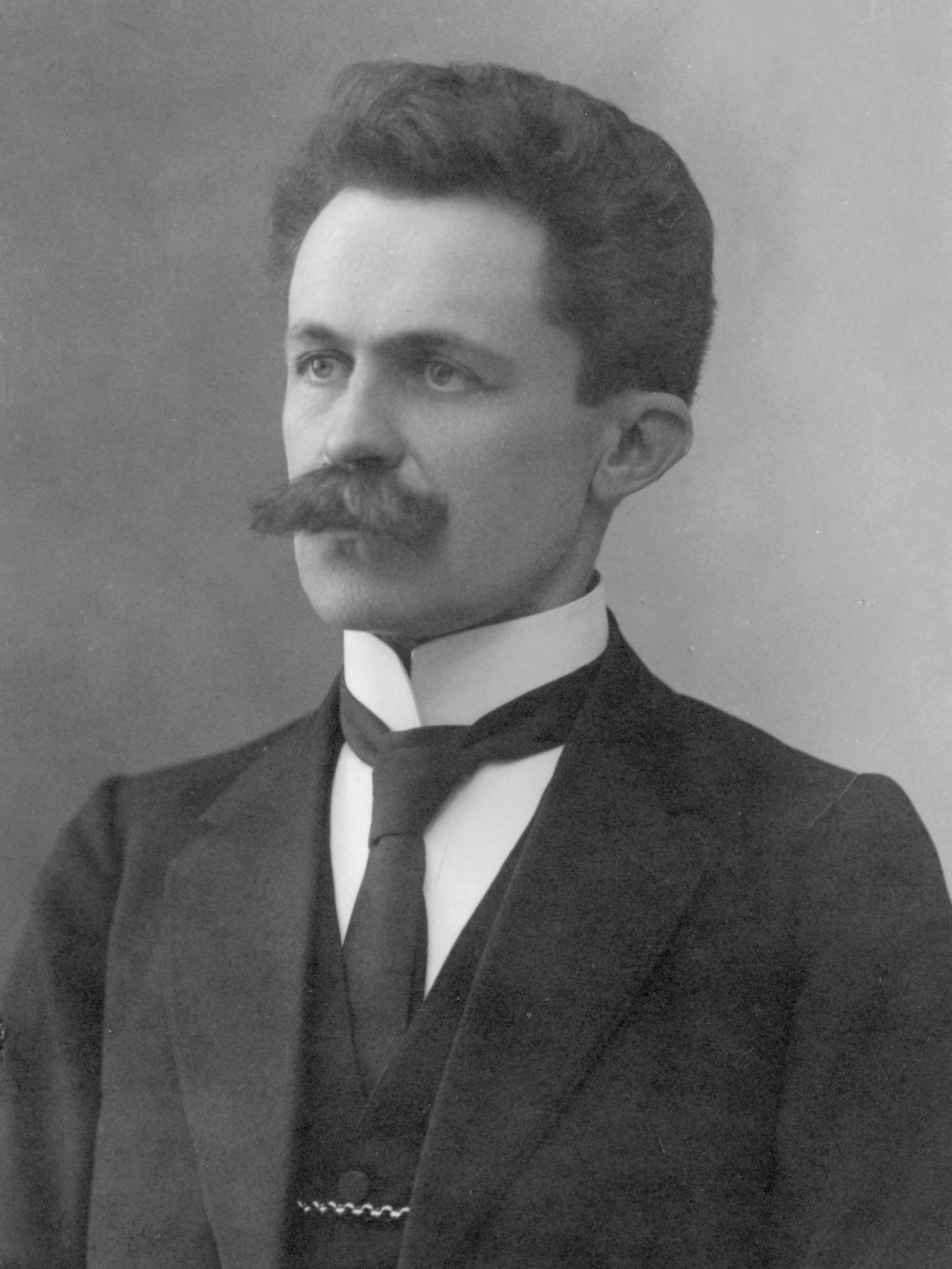
Johannes Gabriel Granö in den 1920ern

Johannes Gabriel Granö (* 14. März 1882 in Lapua; † 23. Februar 1956 in Helsinki) war ein finnischer Geograph, der besonders für seine Erforschung Sibiriens und der Mongolei sowie sein Buch Reine Geographie bekannt ist.
Granö verbrachte seine Kindheit in Omsk in Sibirien, wo sein Vater Johannes Granö von 1885 bis 1913 als Pfarrer arbeitete. Seine Mutter hieß Alma Jakobina Fontell. Damit sein Sohn in Finnland zur Schule gehen konnte, war Johannes Granö von 1892 bis 1901 offiziell in Nedertorneå tätig. 1900 machte Johannes Gabriel Granö in Oulu sein Abitur und begann, an der Universität Helsinki zu studieren. Zunächst belegte er Botanik, wechselte aber bald zu Geographie. Seine Ferien verbrachte er bei seinem Vater in Sibirien, wo er Aufzeichnungen machte. Seine erste wissenschaftliche Veröffentlichung war 1905 „Siperian suomalaiset siirtolat“ (Die finnischen Kolonien in Sibirien).
In den Jahren 1906, 1907 und 1909 unternahm er Reisen in die nördliche Mongolei, in den Altai und ins Sajangebirge. Seine archäologischen Forschungen wurden von der Finnisch-Ugrischen Gesellschaft unterstützt. Ein weiterer Schwerpunkt seiner Arbeit waren Untersuchungen zum morphologischen Einfluss der Eiszeit. Granö bewies als erster, dass das südliche Sibirien und die westliche Mongolei während dieser Zeit eisbedeckt waren. Seine Doktorarbeit „Beiträge zur Kenntnis der Eiszeit in der nordwestlichen Mongolei“ (1910) befasste sich mit diesem Thema.

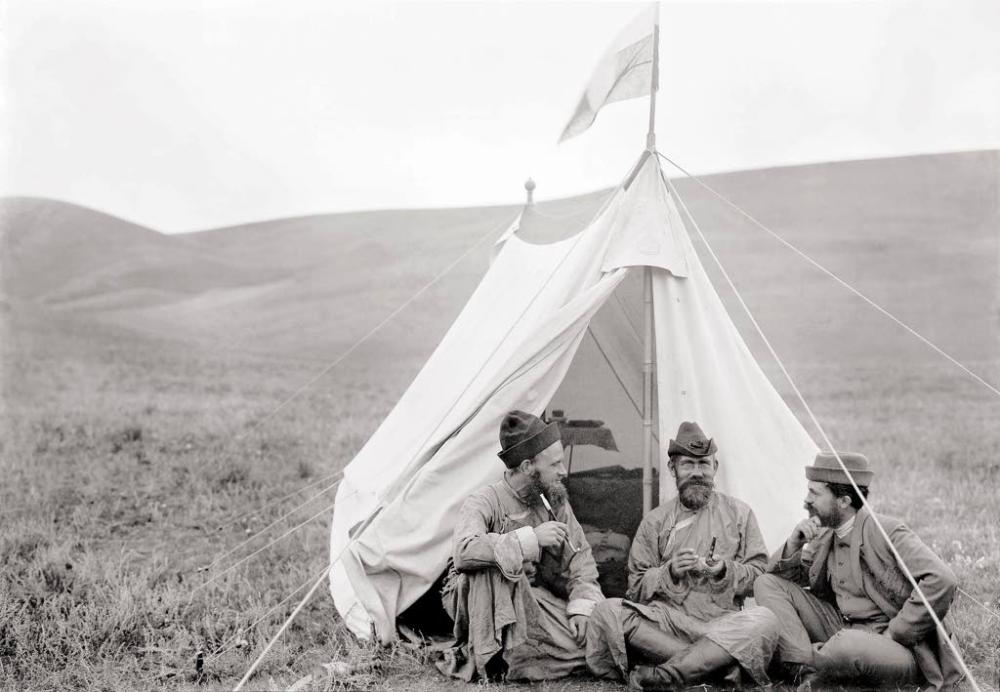
Sakari Pälsi, Gustaf John Ramstedt und Granö im Changai-Gebirge in der Mongolei, 1909

Eine weitere Reise 1911 führte ihn nach Ostsibirien, ins Amurgebiet sowie nach Japan. 1913 bis 1916 bereiste er erneut den Altai. 1916 publizierte er zum Teil auf Französisch, da es während des Ersten Weltkriegs nicht geraten schien, auf Deutsch zu veröffentlichen. Eine ihm angebotene Professur an der Universität in Tomsk in Westsibirien lehnte er ab, um nach Finnland zurückzukehren. 1913 heiratete Granö Hilma Sofia Ekholm.
1919 erhielt Granö den Lehrstuhl für Geographie in Tartu im gerade unabhängig gewordenen Estland. 1923 wurde er außerordentlicher Professor in Helsinki, 1924 wurde er ordentlicher Professor. Danach wechselte er an die Universität in Turku, wo er von 1932 bis 1934 Rektor war. 1945 kehrte er an die Universität in Helsinki zurück, war aber gleichzeitig von 1945 bis 1955 Kanzler der Universität Turku.
Der Asteroid (1451) Granö wurde ihm zu Ehren benannt. Sein Sohn Olavi Granö war ebenfalls ein bedeutender Geograph.

## Werke
- Beiträge zur Kenntnis der Eiszeit in der nordwestlichen Mongolei und einigen ihrer südsibirischen Grenzgebirge (Doktorarbeit 1910)
- Die Nordwest-Mongolei (in "Zeitschrift der Gesellschaft für Erdkunde", 1912)
- Morphologische Forschungen im östlichen Altai (ibid., 1914)
- Les formes du relief dans l'Altai russe et leur genése (in "Fennia" 1917)
- Altai I-II (1919, 1921)
- Die landschaftlichen Einheiten Estlands (1922)
- Reine Geographie (1929, Finnisch Puhdas maantiede 1930, Englisch Pure geography 1997)
- Die geographischen Gebiete Finnlands (1931)
- Mongolische Landschaften und Örtlichkeiten (1941)
- Das Formengebäude des nord-östlichen Altai (1945)